# Deformare craniană artificială

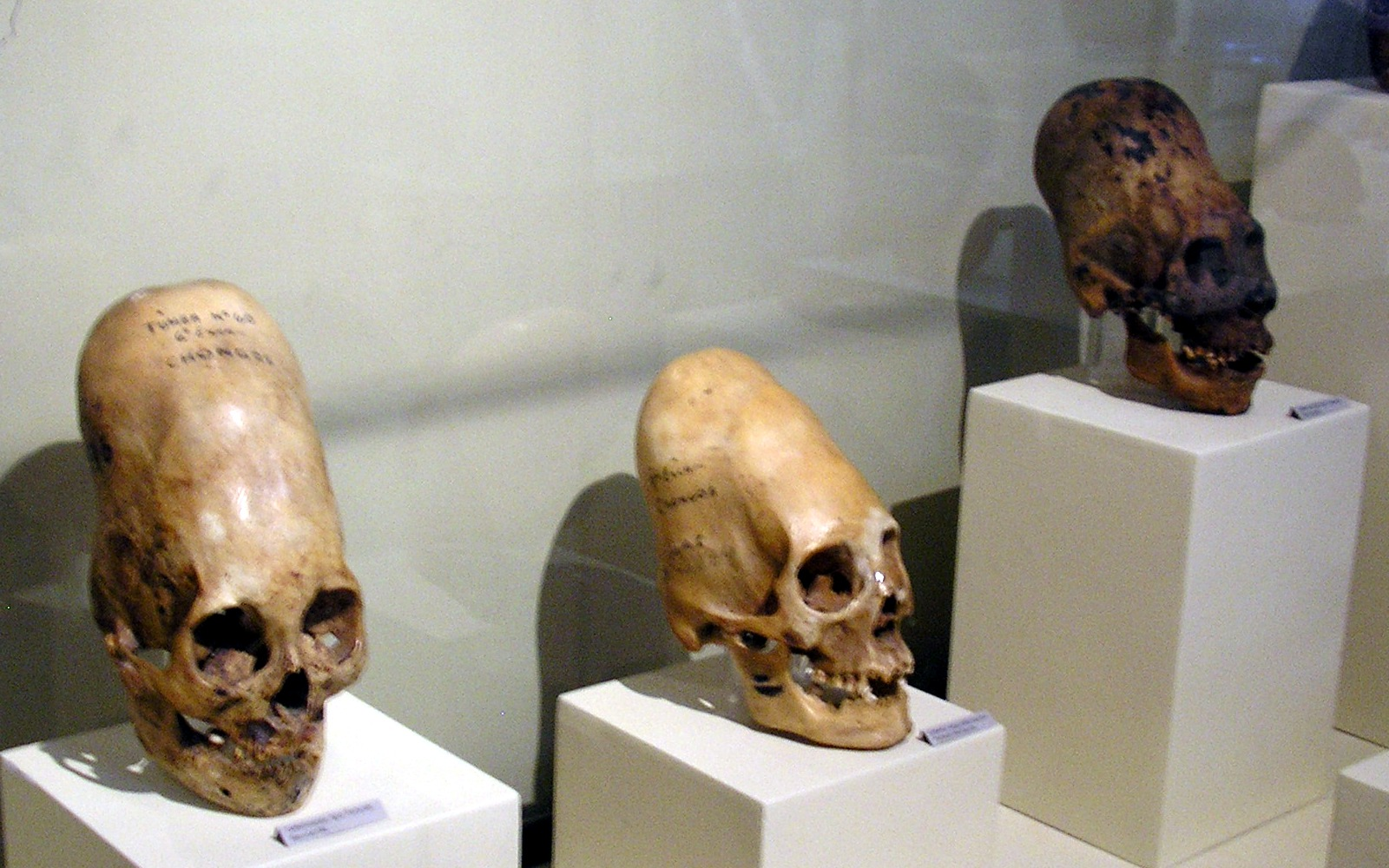
Cranii alungite de la Paracas

Deformare craniană artificială - reprezintă o formă de modificare a corpului în care craniul unei ființe umane este deformat intenționat. Aceasta se face prin denaturarea creșterii normale a unui craniu de copil prin aplicarea forței. Formele plate, cele alungite (produs prin legarea între două bucăți de lemn), cele rotunjite (obligatoriu în pânză) și cele conice sunt printre cele mai răspândite. Acestă deformare este de obicei efectuată asupra unui sugar, deoarece craniul este mai maleabil în acest moment. Într-un caz tipic, deformarea craniană începe la aproximativ o lună de la naștere și se continuă timp de aproximativ șase luni.

## Legături externe
- A short discussion of cranial deformation Arhivat în 30 decembrie 2012, la Wayback Machine.